# Franz Xaver Unterseher
Franz Xaver Unterseher (* 5. Januar 1888 in Göggingen; † 12. April 1954 in Kempten (Allgäu)) war ein deutscher Maler und Medailleur.

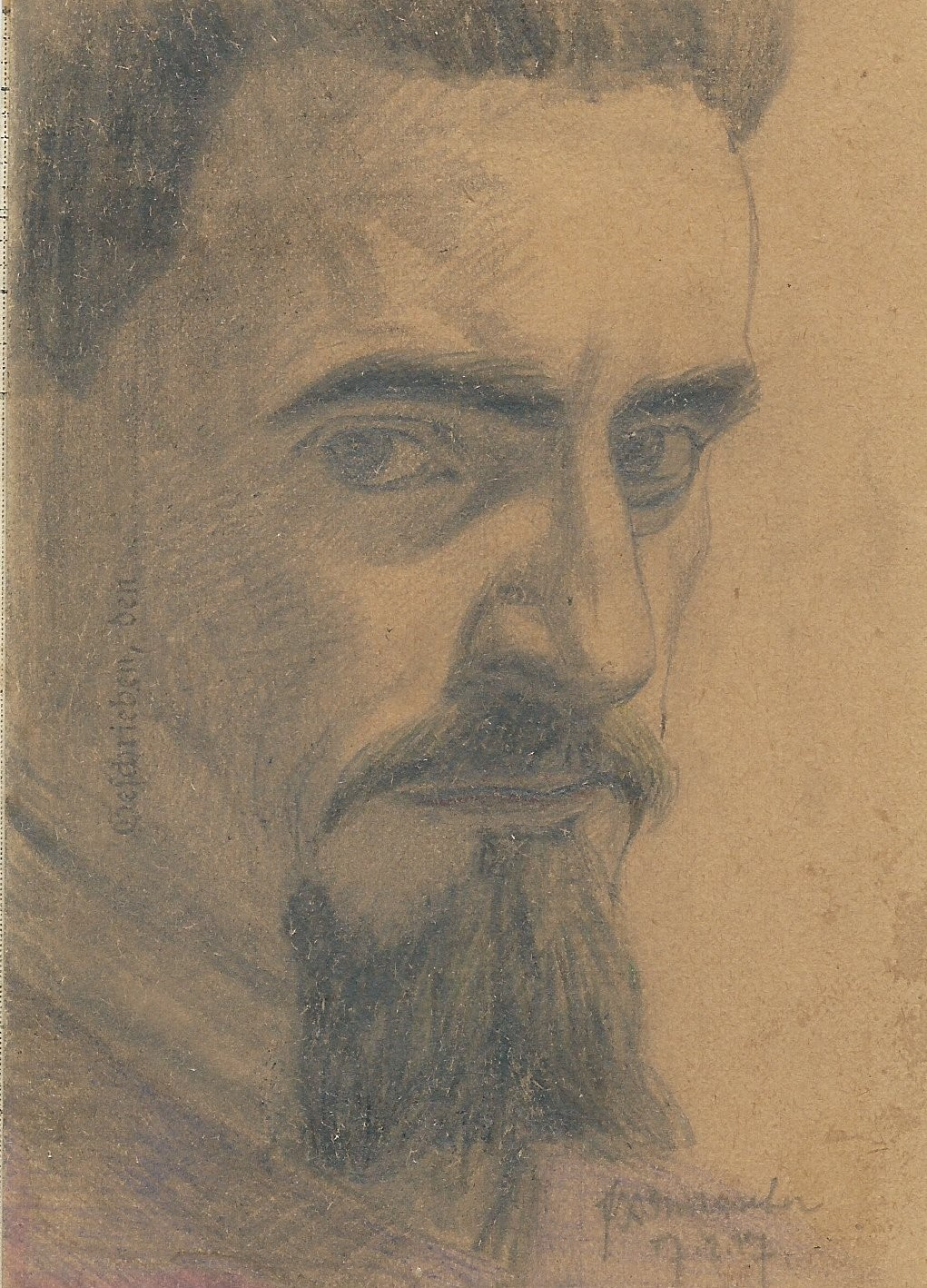
Franz Xaver Unterseher, Selbstbildnis auf Feldpostkarte, 17. Februar 1917

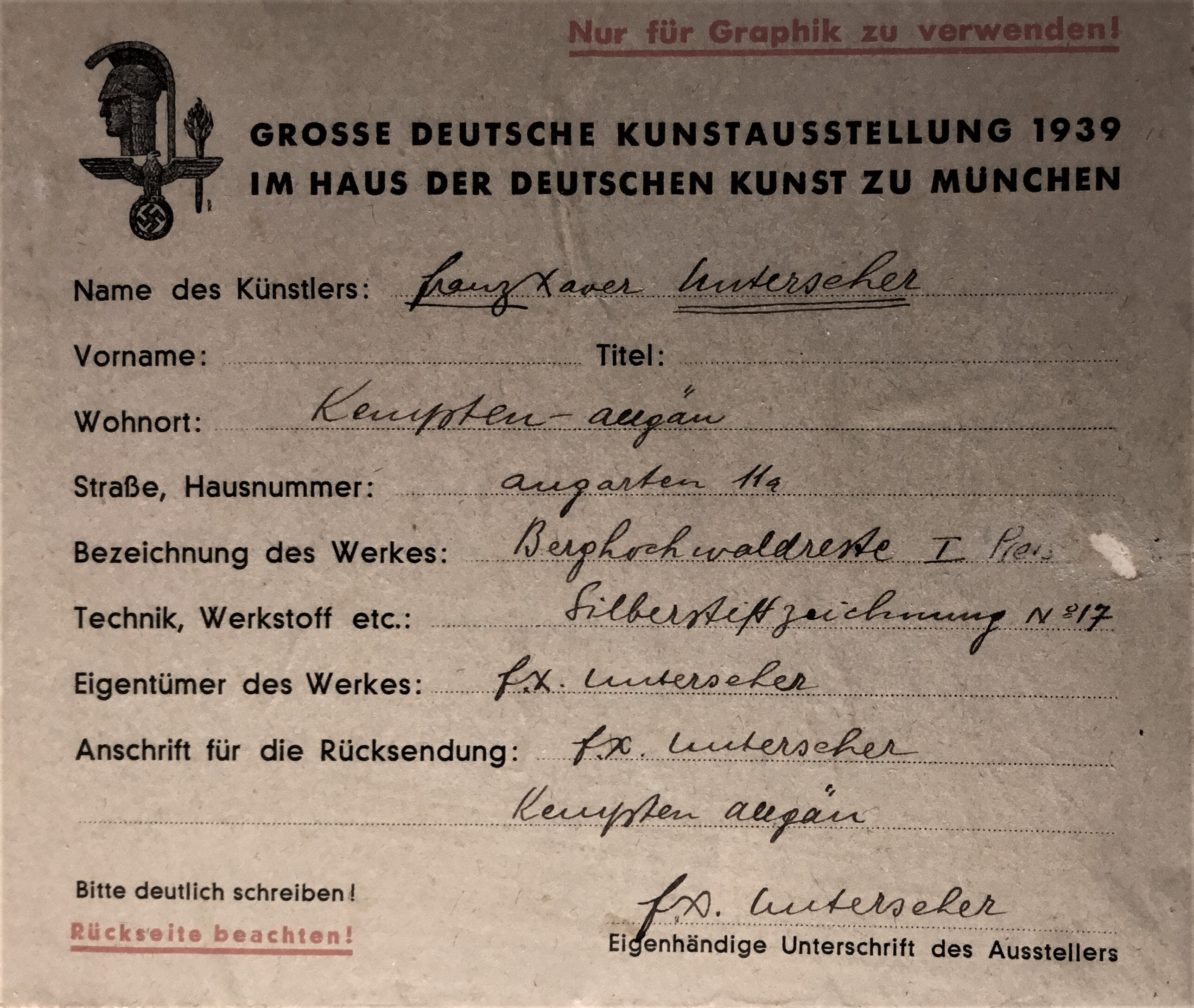
Begleitschein für Silberstiftzeichnung No. 17 Berghochwaldreste I zur Großen Deutschen Kunstausstellung 1939 – Franz Xaver Unterseher

## Leben

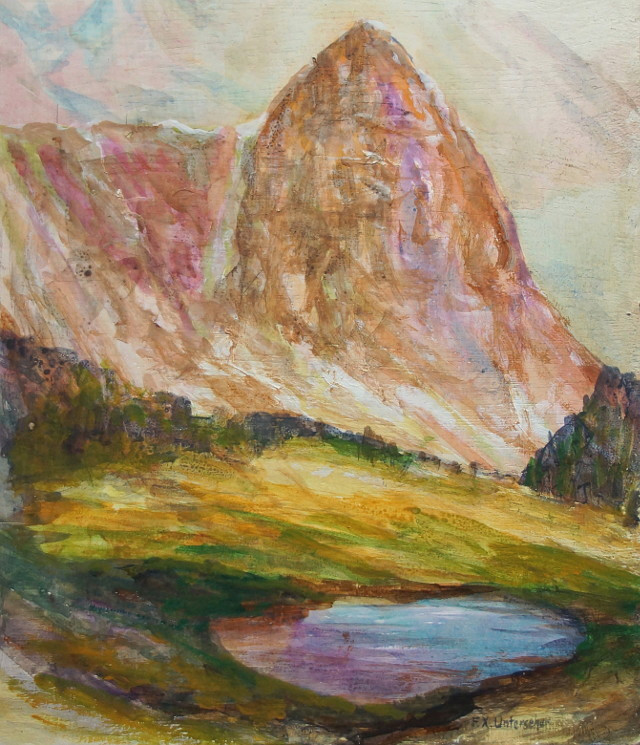
Bergsee

Unterseher besuchte bis 1906 die Königliche Realschule in Augsburg. Von 1907 bis 1909 absolvierte er die Kunstgewerbeschule in München und trat im Mai 1908 in die Akademie der Bildenden Künste ein. Zudem studierte er am Polytechnikum, wo er 1910 das Staatsexamen für Kunsterziehung absolvierte. Danach war er zwei Jahre am Gymnasium in Ettal tätig. Die Lehrtätigkeit gab er anschließend auf und beschäftigte sich freiberuflich mit Kunst und Malerei. Seine ersten Auftragsarbeiten waren Kopien, beispielsweise für die Alte Pinakothek in München. Auf einer Studienreise traf er in Paris mit zeitgenössischen Designern zusammen, welche ihn zu zahlreichen Stoff- und Tapetenentwürfen inspirierten. Eine kurze Tätigkeit in London musste er wegen des Ersten Weltkrieges aufgeben. Unterseher wurde zum Kriegsdienst eingezogen und nach einer Verschüttung noch vor Kriegsende entlassen. Ab 1915 war er als Zeichenlehrer am Lehrerbildungsinstitut in Lauingen tätig.
1924 zog Unterseher nach Kempten ins Allgäu. Hier war er als Studienrat an der Oberrealschule Kempten tätig. Wie Franz von Stuck baute er sich zudem selbst ein Haus ohne Hilfe eines Architekten. Er schnitzte alle Treppengeländer selbst, fertigte Intarsien der Türen und Stuckarbeiten, baute die Möbel und entwarf selbst Türklinken und -schilder. In Kempten wurde er zum Studienprofessor ernannt. Er verstarb dort 1954 im Alter von 66 Jahren.
Die Malerei und Zeichnerei machten den größten Teil seines Gesamtschaffens aus. Er schuf insbesondere Landschafts- und Gebirgsbilder, Porträts, Blumenstillleben sowie figürliche Kompositionen. Ein Schwerpunkt waren Silberstiftzeichnungen. Nach seiner Kriegsverletzung waren seine Werke von schweren Depressionen gekennzeichnet. Neben Arbeiten für Tapeten-, Stoff- und Teppichfabriken fertigte Franz Unterseher auch Entwürfe für Goldschmiede und Schlosser an. Von 1910 bis 1924 erarbeitete er kunstgewerbliche Entwürfe für die Firma Lebermann in New York. 1934 fertigte Unterseher für das Rathaus in Kempten die Eingangstür zum großen Sitzungssaal mit Intarsien, welche die wichtigsten Punkte der Stadtgeschichte darstellen. In zahlreichen Ausstellungen, wie Gewerbeausstellungen, im Glaspalast, 1937 und 1940–1942 bei der Großen Deutschen Kunstausstellung im Haus der Deutschen Kunst und der Städtischen Galerie in München, im Kunstverein in Augsburg und München sowie im Graphischen Kabinett in Berlin, konnte er seine Werke präsentieren.
Die Stadt Kempten ehrte Franz Xaver Unterseher durch die Benennung eines Weges im Stadtteil Rothkreuz nach dem Maler.

## Ausstellungen
1937 und 1940–1942 Nationalsozialistische Große Deutsche Kunstausstellung in München, sechs Silberstift- bzw. Aquarell-Zeichnungen